# Guzmania sanguinea
Guzmania sanguinea (André) André ex Mez es una especie de planta de la familia de las bromeliáceas dentro de la subfamilia Tillandsioideae.

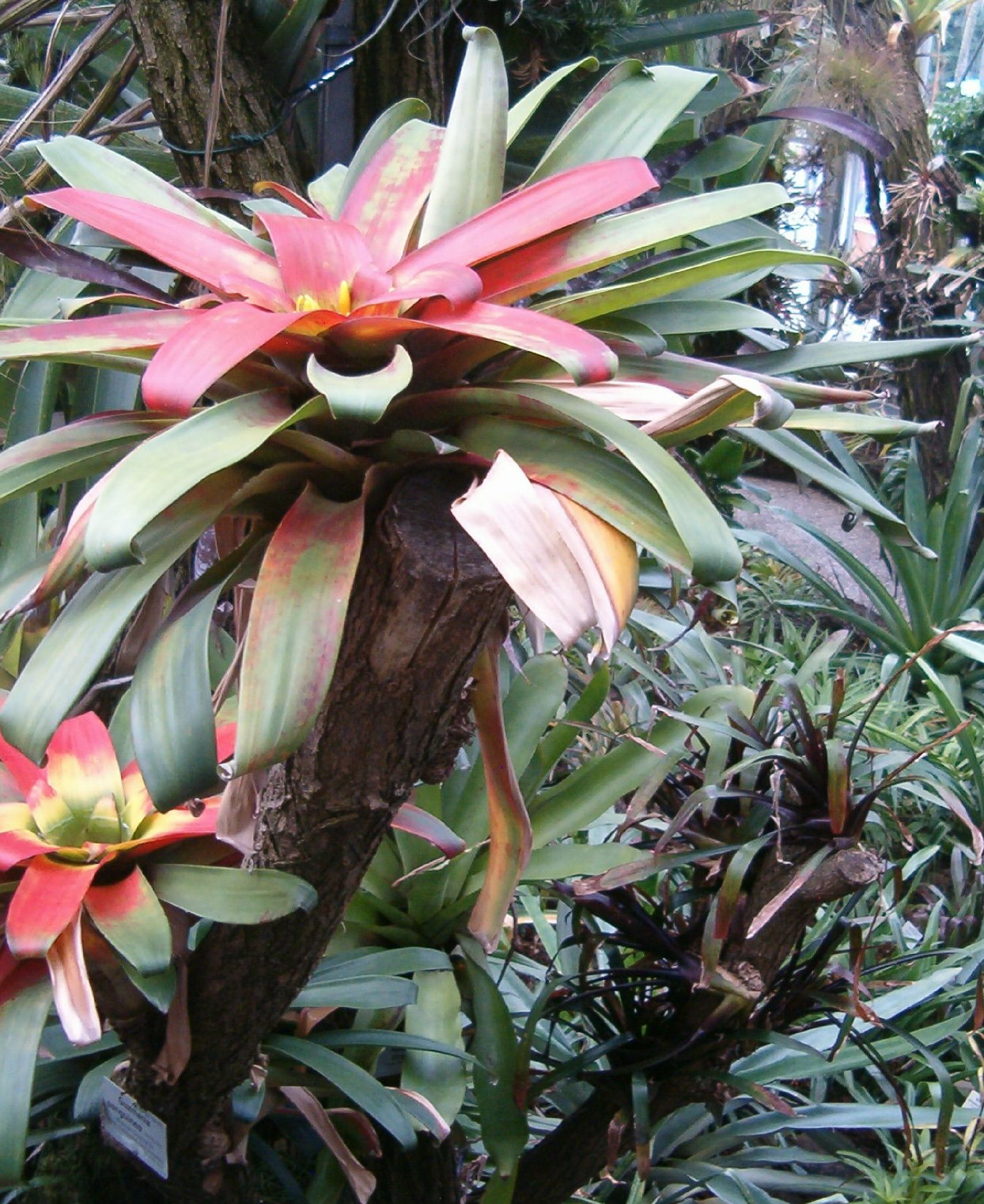
Vista de la planta

## Descripción
Son plantas que alcanzan un tamaño de 100-150 cm en flor, acaules o con tallos de hasta 12 cm. Hojas 20-30(-40) x 3-5.5 cm; vainas densamente pardo lepidotas; láminas liguladas, anchamente agudas a redondeadas y apiculadas, densa a moderadamente cinéreo lepidotas. Escapo ausente. Inflorescencia simple, fasciculada, sésil en el centro de la roseta foliar. Brácteas florales c. 2 cm, más cortas que los sépalos, membranáceas, lisas o finamente nervadas, ecarinadas. Flores erectas; pedicelos 5-7 mm; sépalos 2.2-2.4 cm, connatos por 2 mm, cartáceos a submembranáceos, lisos o finamente nervados; pétalos hasta c. 7 cm, connatos en gran parte de su longitud.

## Distribución geográfica
Es endémica de Centroamérica hasta Trinidad & Tobago y Ecuador.

## Taxonomía
Guzmania sanguinea fue descrita por (André) André ex Mez y publicado en Monographiae Phanerogamarum 9: 901. 1896.
Etimología
Guzmania: nombre genérico otorgado en honor del farmacéutico español Anastasio Guzmán, que también fue un coleccionista de objetos de historia natural.
sanguinea: epíteto latino que significa "con color sangre".
Variedades
- Guzmania sanguinea var. brevipedicellata Gilmartin
- Guzmania sanguinea var. comosa H.E.Luther
- Guzmania sanguinea var. sanguinea[5]

Sinonimia
Caraguata sanguinea André
1. ↑  Betancur B., J. C. & N. García. 2006. Las bromelias (Familia Bromeliaceae). Libro Rojo Pl. Colombia 3: 3: 51–383.
2. 1 2  «Guzmania sanguinea». Tropicos.org. Missouri Botanical Garden. Consultado el 6 de octubre de 2013.
3. ↑  Lötschert, Wilhelm; Beese G. (1983). Guía de la plantas tropicales. Barcelona:Omega. ISBN 84-282-0697-X.
4. ↑  En Epítetos Botánicos
5. ↑  Variedades en Catalogue of life
6. ↑  Sinónimos en Catalogue of life
7. ↑  Guzmania sanguinea en PlantList
8. ↑  «Guzmania sanguinea». World Checklist of Selected Plant Families. Consultado el 6 de octubre de 2012.

- Datos: Q5623066
- Multimedia: Guzmania sanguinea / Q5623066
- Especies: Guzmania sanguinea